# Kenita Placide
Kenita Placide (1978, Santa Lucía) es una activista de derechos humanos, VIH y LGBT de Santa Lucía. Es directora ejecutiva de United and Strong y Coordinadora del Caribe Oriental del Foro del Caribe para la Liberación y Aceptación de Géneros y Sexualidades (CariFLAGS). Entre 2014 y 2016, trabajó en la Secretaría de la Mujer para la Asociación Internacional de Lesbianas, Gays, Bisexuales, Trans e Intersex. Ella ha estado a la vanguardia de la discusión de temas LGBT en toda la comunidad anglo-caribeña e internacional. En 2013, fue seleccionada como la Elección del Pueblo de Star Publishing para la Persona del Año en Santa Lucía, la primera vez que una persona LGBT fue honrada con el premio en su país.

## Biografía
Kenita Placide creció en el barrio de Castries de Faux A Chaux en Santa Lucía, asistió a Canon Laurie Primary y Vide Boutielle Secondary School . Estudió psicología femenina y derechos humanos de la mujer en la Universidad de Athabasca y la Universidad de Toronto y recibió capacitación en pruebas de VIH, asesoramiento y facilitación. Más tarde estudió Análisis y Diseño de Sistemas Computacionales y Mantenimiento y Reparación de Computadoras en el Sir Arthur Lewis Community College .  

### Activismo
Su activismo comenzó en Vide Boutielle como miembro del Club Libre de Drogas de la escuela, donde sirvió como representante ante el Comité de SIDA de la isla y asistió a reuniones de salud del gobierno de 1996 a 2000. En 2000, cofundó United and Strong como grupo de defensa para abordar la pandemia del VIH / SIDA y pudieron registrar la organización en 2005. En 2006, Placide representó a United and Strong en una reunión regional, y al año siguiente fue elegido miembro de la Junta de la organización y desde entonces se desempeñó como codirector ejecutivo.  Con su incorporación a la Junta, United and Strong pasó de una iniciativa orientada principalmente a la salud a una organización de defensa de los derechos humanos. Si bien su enfoque principal es la eliminación del estigma y la discriminación para las personas lesbianas, gays, bisexuales, transgénero e intersexuales (LGBTI), la organización busca justicia para todas las comunidades marginadas.  
En 2008, Placide se dirigió a la Comisión de Reforma de la Constitución instando a la eliminación de la discriminación para los ciudadanos LGBT y en 2009 participó en el Examen Periódico Universal de Santa Lucía para las Naciones Unidas. La Revisión tuvo lugar en 2011 y United and Strong fue la única ONG de Santa Lucía que presentó un informe paralelo, aumentando la exposición internacional y las oportunidades de establecer contactos para la organización y Placide.
En 2010, Placide fue elegida Secretaria General Alterna para la Asociación Internacional de Lesbianas, Gays, Bisexuales, Trans e Intersex (ILGA), Secretaría Alterna de Mujeres desde 2012 y en 2014 fue elegida como Secretaría de Mujeres ILGA. En 2016, su colega Jessica St Rose tomó el puesto.
Desde 2010, Placide ha sido una Outreach Officer en la AIDS Action Foundation y desde 2012 el Coordinador del Caribe Oriental para el Foro del Caribe para la Liberación y Aceptación de Géneros y Sexualidades (CariFLAGS). Placide también forma parte de la junta directiva de la Alianza del Caribe para la Igualdad (CAE).
En julio de 2011, organizó la primera capacitación regional LGBT sobre seguridad y derechos humanos para la Organización de Estados del Caribe Oriental (OECS) y una capacitación sobre documentación regional para activistas en 2013. En 2012, coordinó el primer seminario en el Caribe para el Diálogo Internacional sobre Derechos Humanos. Ese mismo año, dirigió un diálogo público con el Ministerio de Educación y la oficina del Primer Ministro sobre el tema "Erradicar el odio, educar". El diálogo anual incluyó el tema "la educación y la conciencia son los componentes básicos de la aceptación y el amor" para 2015. En 2013, Placide y United and Strong, junto con Fundashon Orguyo Korsou (Fundación del Orgullo de Curazao) (FOKO) de Curazao, organizaron una Conferencia de Mujeres del Caribe y Diversidad Sexual que reunió a mujeres LBT de 14 países del Caribe en una sesión de redes y liderazgo.
Placide ha estado a la vanguardia de la discusión de temas LGBT en Santa Lucía y en toda la comunidad anglo-caribeña e internacional. A través de redes regionales e internacionales, está desarrollando estrategias para superar la renuencia a abrazar la diversidad en el Caribe.

## Premios
2012: ILGA por su activismo a pesar de las amenazas y la destrucción de las oficinas de United y Strong en un incendio provocado.
2013: fue seleccionada como la Elección del Pueblo de Star Publishing para la Persona del Año en Santa Lucía, la primera vez que una persona LGBT fue honrada con el premio en su país.